# Lonnie Brooks
Lonny Brooks geboren als Lee Baker, Jr. (Dubuisson, Louisiana, 18 december 1933 - Chicago, 1 april 2017), was een zydeco-, rock- en bluesgitarist.
Lange tijd trad hij op in het clubcircuit van Chicago, vaak andermans hits vertolkend, tot vier van zijn nummers werden opgenomen in de Living Chicago Blues Anthology van het label Alligator Records. Hierna nam zijn carrière een vlucht.
Het album Bayou Lightning bevat, volgens velen, zijn beste werk.

## Discografie
- Broke & Hungry (1969)
- Bayou Lightning (1979)
- Turn On The Night (1981)
- Hot Shot (1983)
- Wound Up Tight (1986)
- Live From Chicago – Bayou Lightning Strikes (1988)
- Satisfaction Guaranteed (1991)
- Roadhouse Rules (1996)
- Deluxe Edition (1997)
- Lone Star Shootout (1999)